# Вільям Грант Крейб
Вільям Грант Крейб (англ. William Grant Craib, нар. 10 березня 1882 — пом. 1 листопада 1933) — британський ботанік, член Лондонського Ліннеївського товариства та Королівського товариства Единбурга. Крейб був професором ботаніки в Абердинському університеті, а згодом працював у Королівських ботанічних садах в К'ю.

## Біографія
Крейб народився в Банфі, Абердіншир, на півночі Шотландії 10 березня 1882 року. Він вступив до Абердинського університету на факультет мистецтва, але через проблеми з очима пішов і деякий час працював на кораблі інженером. Коли його стан здоров'я покращився, він повернувся до Абердинського університету та здобув ступінь магістра мистецтв. Він планував продовжити навчання, щоб здобути ступінь бакалавра наук, але скористався нагодою та обійняв тимчасову посаду в Королівському ботанічному саду Калькутти.
Перебуваючи в Калькутті, він став куратором гербарію і створив у районі Північних пагорбів Качар велику колекцію рослин, включно з низкою нових видів, які він згодом описав та назвав. У 1899 році йому запропонували роботу «асистента вивчення Індії» в Королівських ботанічних садах в К'ю, де він зробив свій внесок у вивчення ботаніки Індії та Південно-Західної Азії..

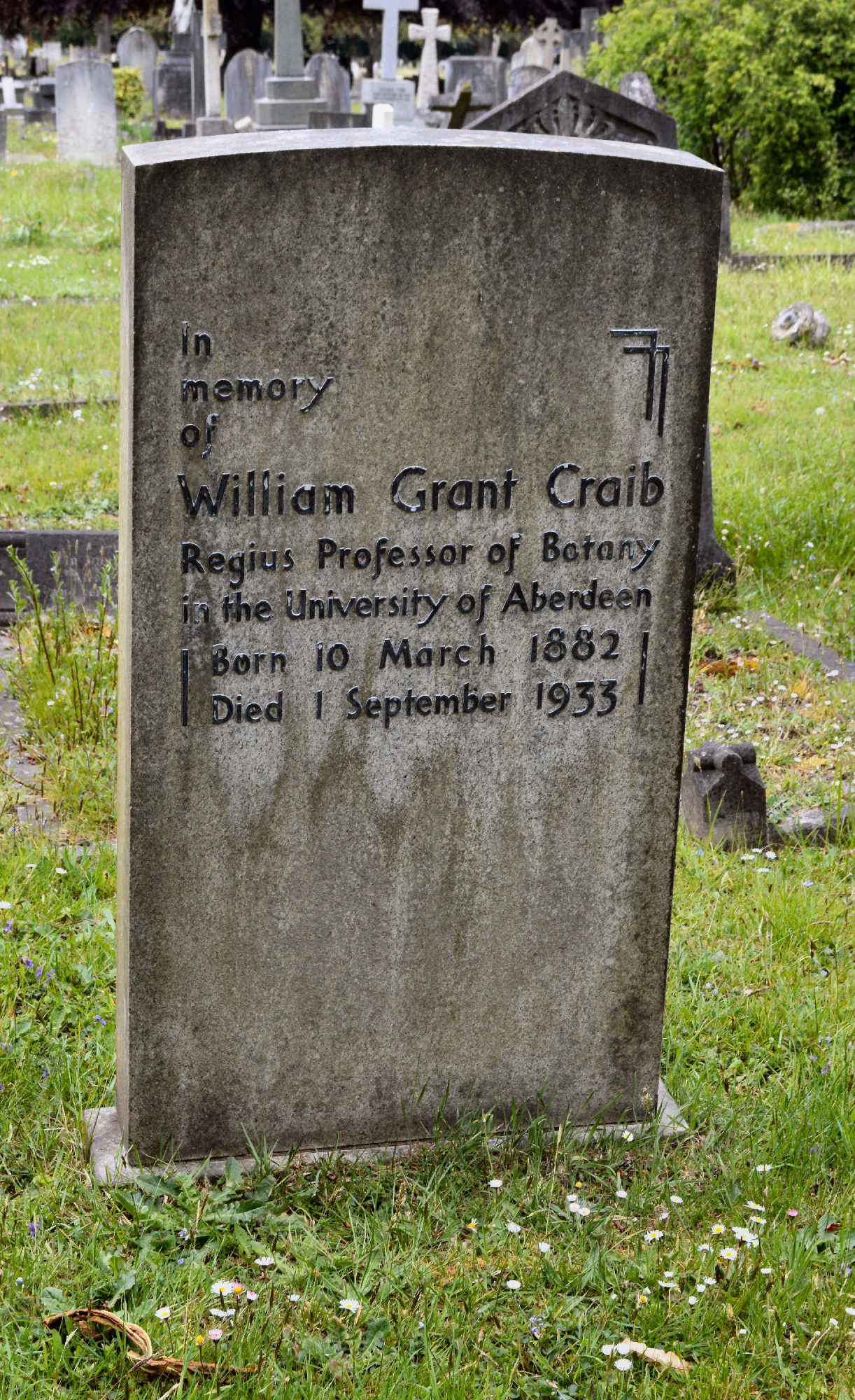
Могила Вільяма Крейба на цвинтарі Ричмонда

У 1915 році йому запропонували посаду викладача ботаніки в Единбурзі, а у 1920 році він був призначений професором ботаніки в Абердинському університеті. Окрім викладацької роботи та підготовки студентів-дослідників, він вивчав зі своїми учнями флору Сіаму, про яку написав багато книг. У 1921 році на засіданні Британської асоціації Крейб втратив одну ногу внаслідок серйозної аварії.
У 1917 році Крейб одружився з Мері Беатріс Тернер. У них не було дітей.
У 1920 році Крейб був обраний членом Королівського товариства Единбурга. Його пропозиціями були сер Ісаак Бейлі Балфур, сер Девід Прейн, сер Томас Хадсон Бер та Джеймс Гартлі Ешворт.
Під час канікул в університеті він працював у гербарії в Королівському ботанічному саду К'ю в Лондоні, зокрема над вивченням флори Сіаму. Під час одного зі своїх перебувань у К'ю він захворів і помер 1 вересня 1933 року у віці 51 року, похований на цвинтарі Ричмонда.

### Види рослин названих на честь Крейба
На честь Крейба названо роди Craibiodendron та Craibia, а також ряд видів рослин.

## Окремі публікації
- The Flora of Banffshire. Craib, William Grant, 1912. Banffshire Journal Limited, Transactions of the Banffshire Field Club

- Florae siamensis enumeratio : a list of the plants known from Siam, with records of their occurrence. Craib, William Grant, Kerr, Arthur Francis George. 1925–1931. Siam Society, Bangkok : The Bangkok times press